# 1484
Portal Geschichte | Portal Biografien | Aktuelle Ereignisse | Jahreskalender | Tagesartikel

◄ |
14. Jahrhundert |
15. Jahrhundert
| 16. Jahrhundert | ►

◄ |
1450er |
1460er |
1470er |
1480er
| 1490er | 1500er | 1510er | ►

◄◄ |
◄ |
1480 |
1481 |
1482 |
1483 |
1484
| 1485 | 1486 | 1487 | 1488 | ► | ►►
Staatsoberhäupter  · Nekrolog
| Januar | Januar | Januar | Januar | Januar | Januar | Januar | Januar |
| Kw     | Mo     | Di     | Mi     | Do     | Fr     | Sa     | So     |
| ------ | ------ | ------ | ------ | ------ | ------ | ------ | ------ |
| 1      |        |        |        | 1      | 2      | 3      | 4      |
| 2      | 5      | 6      | 7      | 8      | 9      | 10     | 11     |
| 3      | 12     | 13     | 14     | 15     | 16     | 17     | 18     |
| 4      | 19     | 20     | 21     | 22     | 23     | 24     | 25     |
| 5      | 26     | 27     | 28     | 29     | 30     | 31     |        |

| Februar | Februar | Februar | Februar | Februar | Februar | Februar | Februar |
| Kw      | Mo      | Di      | Mi      | Do      | Fr      | Sa      | So      |
| ------- | ------- | ------- | ------- | ------- | ------- | ------- | ------- |
| 5       |         |         |         |         |         |         | 1       |
| 6       | 2       | 3       | 4       | 5       | 6       | 7       | 8       |
| 7       | 9       | 10      | 11      | 12      | 13      | 14      | 15      |
| 8       | 16      | 17      | 18      | 19      | 20      | 21      | 22      |
| 9       | 23      | 24      | 25      | 26      | 27      | 28      | 29      |

| März | März | März | März | März | März | März | März |
| Kw   | Mo   | Di   | Mi   | Do   | Fr   | Sa   | So   |
| ---- | ---- | ---- | ---- | ---- | ---- | ---- | ---- |
| 10   | 1    | 2    | 3    | 4    | 5    | 6    | 7    |
| 11   | 8    | 9    | 10   | 11   | 12   | 13   | 14   |
| 12   | 15   | 16   | 17   | 18   | 19   | 20   | 21   |
| 13   | 22   | 23   | 24   | 25   | 26   | 27   | 28   |
| 14   | 29   | 30   | 31   |      |      |      |      |

| April | April | April | April | April | April | April | April |
| Kw    | Mo    | Di    | Mi    | Do    | Fr    | Sa    | So    |
| ----- | ----- | ----- | ----- | ----- | ----- | ----- | ----- |
| 14    |       |       |       | 1     | 2     | 3     | 4     |
| 15    | 5     | 6     | 7     | 8     | 9     | 10    | 11    |
| 16    | 12    | 13    | 14    | 15    | 16    | 17    | 18    |
| 17    | 19    | 20    | 21    | 22    | 23    | 24    | 25    |
| 18    | 26    | 27    | 28    | 29    | 30    |       |       |

| Mai | Mai | Mai | Mai | Mai | Mai | Mai | Mai |
| Kw  | Mo  | Di  | Mi  | Do  | Fr  | Sa  | So  |
| --- | --- | --- | --- | --- | --- | --- | --- |
| 18  |     |     |     |     |     | 1   | 2   |
| 19  | 3   | 4   | 5   | 6   | 7   | 8   | 9   |
| 20  | 10  | 11  | 12  | 13  | 14  | 15  | 16  |
| 21  | 17  | 18  | 19  | 20  | 21  | 22  | 23  |
| 22  | 24  | 25  | 26  | 27  | 28  | 29  | 30  |
| 23  | 31  |     |     |     |     |     |     |

| Juni | Juni | Juni | Juni | Juni | Juni | Juni | Juni |
| Kw   | Mo   | Di   | Mi   | Do   | Fr   | Sa   | So   |
| ---- | ---- | ---- | ---- | ---- | ---- | ---- | ---- |
| 23   |      | 1    | 2    | 3    | 4    | 5    | 6    |
| 24   | 7    | 8    | 9    | 10   | 11   | 12   | 13   |
| 25   | 14   | 15   | 16   | 17   | 18   | 19   | 20   |
| 26   | 21   | 22   | 23   | 24   | 25   | 26   | 27   |
| 27   | 28   | 29   | 30   |      |      |      |      |

| Juli | Juli | Juli | Juli | Juli | Juli | Juli | Juli |
| Kw   | Mo   | Di   | Mi   | Do   | Fr   | Sa   | So   |
| ---- | ---- | ---- | ---- | ---- | ---- | ---- | ---- |
| 27   |      |      |      | 1    | 2    | 3    | 4    |
| 28   | 5    | 6    | 7    | 8    | 9    | 10   | 11   |
| 29   | 12   | 13   | 14   | 15   | 16   | 17   | 18   |
| 30   | 19   | 20   | 21   | 22   | 23   | 24   | 25   |
| 31   | 26   | 27   | 28   | 29   | 30   | 31   |      |

| August | August | August | August | August | August | August | August |
| Kw     | Mo     | Di     | Mi     | Do     | Fr     | Sa     | So     |
| ------ | ------ | ------ | ------ | ------ | ------ | ------ | ------ |
| 31     |        |        |        |        |        |        | 1      |
| 32     | 2      | 3      | 4      | 5      | 6      | 7      | 8      |
| 33     | 9      | 10     | 11     | 12     | 13     | 14     | 15     |
| 34     | 16     | 17     | 18     | 19     | 20     | 21     | 22     |
| 35     | 23     | 24     | 25     | 26     | 27     | 28     | 29     |
| 36     | 30     | 31     |        |        |        |        |        |

| September | September | September | September | September | September | September | September |
| Kw        | Mo        | Di        | Mi        | Do        | Fr        | Sa        | So        |
| --------- | --------- | --------- | --------- | --------- | --------- | --------- | --------- |
| 36        |           |           | 1         | 2         | 3         | 4         | 5         |
| 37        | 6         | 7         | 8         | 9         | 10        | 11        | 12        |
| 38        | 13        | 14        | 15        | 16        | 17        | 18        | 19        |
| 39        | 20        | 21        | 22        | 23        | 24        | 25        | 26        |
| 40        | 27        | 28        | 29        | 30        |           |           |           |

| Oktober | Oktober | Oktober | Oktober | Oktober | Oktober | Oktober | Oktober |
| Kw      | Mo      | Di      | Mi      | Do      | Fr      | Sa      | So      |
| ------- | ------- | ------- | ------- | ------- | ------- | ------- | ------- |
| 40      |         |         |         |         | 1       | 2       | 3       |
| 41      | 4       | 5       | 6       | 7       | 8       | 9       | 10      |
| 42      | 11      | 12      | 13      | 14      | 15      | 16      | 17      |
| 43      | 18      | 19      | 20      | 21      | 22      | 23      | 24      |
| 44      | 25      | 26      | 27      | 28      | 29      | 30      | 31      |

| November | November | November | November | November | November | November | November |
| Kw       | Mo       | Di       | Mi       | Do       | Fr       | Sa       | So       |
| -------- | -------- | -------- | -------- | -------- | -------- | -------- | -------- |
| 45       | 1        | 2        | 3        | 4        | 5        | 6        | 7        |
| 46       | 8        | 9        | 10       | 11       | 12       | 13       | 14       |
| 47       | 15       | 16       | 17       | 18       | 19       | 20       | 21       |
| 48       | 22       | 23       | 24       | 25       | 26       | 27       | 28       |
| 49       | 29       | 30       |          |          |          |          |          |

| Dezember | Dezember | Dezember | Dezember | Dezember | Dezember | Dezember | Dezember |
| Kw       | Mo       | Di       | Mi       | Do       | Fr       | Sa       | So       |
| -------- | -------- | -------- | -------- | -------- | -------- | -------- | -------- |
| 49       |          |          | 1        | 2        | 3        | 4        | 5        |
| 50       | 6        | 7        | 8        | 9        | 10       | 11       | 12       |
| 51       | 13       | 14       | 15       | 16       | 17       | 18       | 19       |
| 52       | 20       | 21       | 22       | 23       | 24       | 25       | 26       |
| 53       | 27       | 28       | 29       | 30       | 31       |          |          |

| Januar | Januar | Januar | Januar | Januar | Januar | Januar | Januar |
| Kw     | Mo     | Di     | Mi     | Do     | Fr     | Sa     | So     |
| ------ | ------ | ------ | ------ | ------ | ------ | ------ | ------ |
| 1      |        |        |        | 1      | 2      | 3      | 4      |
| 2      | 5      | 6      | 7      | 8      | 9      | 10     | 11     |
| 3      | 12     | 13     | 14     | 15     | 16     | 17     | 18     |
| 4      | 19     | 20     | 21     | 22     | 23     | 24     | 25     |
| 5      | 26     | 27     | 28     | 29     | 30     | 31     |        |

| Februar | Februar | Februar | Februar | Februar | Februar | Februar | Februar |
| Kw      | Mo      | Di      | Mi      | Do      | Fr      | Sa      | So      |
| ------- | ------- | ------- | ------- | ------- | ------- | ------- | ------- |
| 5       |         |         |         |         |         |         | 1       |
| 6       | 2       | 3       | 4       | 5       | 6       | 7       | 8       |
| 7       | 9       | 10      | 11      | 12      | 13      | 14      | 15      |
| 8       | 16      | 17      | 18      | 19      | 20      | 21      | 22      |
| 9       | 23      | 24      | 25      | 26      | 27      | 28      | 29      |

| März | März | März | März | März | März | März | März |
| Kw   | Mo   | Di   | Mi   | Do   | Fr   | Sa   | So   |
| ---- | ---- | ---- | ---- | ---- | ---- | ---- | ---- |
| 10   | 1    | 2    | 3    | 4    | 5    | 6    | 7    |
| 11   | 8    | 9    | 10   | 11   | 12   | 13   | 14   |
| 12   | 15   | 16   | 17   | 18   | 19   | 20   | 21   |
| 13   | 22   | 23   | 24   | 25   | 26   | 27   | 28   |
| 14   | 29   | 30   | 31   |      |      |      |      |

| April | April | April | April | April | April | April | April |
| Kw    | Mo    | Di    | Mi    | Do    | Fr    | Sa    | So    |
| ----- | ----- | ----- | ----- | ----- | ----- | ----- | ----- |
| 14    |       |       |       | 1     | 2     | 3     | 4     |
| 15    | 5     | 6     | 7     | 8     | 9     | 10    | 11    |
| 16    | 12    | 13    | 14    | 15    | 16    | 17    | 18    |
| 17    | 19    | 20    | 21    | 22    | 23    | 24    | 25    |
| 18    | 26    | 27    | 28    | 29    | 30    |       |       |

| Mai | Mai | Mai | Mai | Mai | Mai | Mai | Mai |
| Kw  | Mo  | Di  | Mi  | Do  | Fr  | Sa  | So  |
| --- | --- | --- | --- | --- | --- | --- | --- |
| 18  |     |     |     |     |     | 1   | 2   |
| 19  | 3   | 4   | 5   | 6   | 7   | 8   | 9   |
| 20  | 10  | 11  | 12  | 13  | 14  | 15  | 16  |
| 21  | 17  | 18  | 19  | 20  | 21  | 22  | 23  |
| 22  | 24  | 25  | 26  | 27  | 28  | 29  | 30  |
| 23  | 31  |     |     |     |     |     |     |

| Juni | Juni | Juni | Juni | Juni | Juni | Juni | Juni |
| Kw   | Mo   | Di   | Mi   | Do   | Fr   | Sa   | So   |
| ---- | ---- | ---- | ---- | ---- | ---- | ---- | ---- |
| 23   |      | 1    | 2    | 3    | 4    | 5    | 6    |
| 24   | 7    | 8    | 9    | 10   | 11   | 12   | 13   |
| 25   | 14   | 15   | 16   | 17   | 18   | 19   | 20   |
| 26   | 21   | 22   | 23   | 24   | 25   | 26   | 27   |
| 27   | 28   | 29   | 30   |      |      |      |      |

| Juli | Juli | Juli | Juli | Juli | Juli | Juli | Juli |
| Kw   | Mo   | Di   | Mi   | Do   | Fr   | Sa   | So   |
| ---- | ---- | ---- | ---- | ---- | ---- | ---- | ---- |
| 27   |      |      |      | 1    | 2    | 3    | 4    |
| 28   | 5    | 6    | 7    | 8    | 9    | 10   | 11   |
| 29   | 12   | 13   | 14   | 15   | 16   | 17   | 18   |
| 30   | 19   | 20   | 21   | 22   | 23   | 24   | 25   |
| 31   | 26   | 27   | 28   | 29   | 30   | 31   |      |

| August | August | August | August | August | August | August | August |
| Kw     | Mo     | Di     | Mi     | Do     | Fr     | Sa     | So     |
| ------ | ------ | ------ | ------ | ------ | ------ | ------ | ------ |
| 31     |        |        |        |        |        |        | 1      |
| 32     | 2      | 3      | 4      | 5      | 6      | 7      | 8      |
| 33     | 9      | 10     | 11     | 12     | 13     | 14     | 15     |
| 34     | 16     | 17     | 18     | 19     | 20     | 21     | 22     |
| 35     | 23     | 24     | 25     | 26     | 27     | 28     | 29     |
| 36     | 30     | 31     |        |        |        |        |        |

| September | September | September | September | September | September | September | September |
| Kw        | Mo        | Di        | Mi        | Do        | Fr        | Sa        | So        |
| --------- | --------- | --------- | --------- | --------- | --------- | --------- | --------- |
| 36        |           |           | 1         | 2         | 3         | 4         | 5         |
| 37        | 6         | 7         | 8         | 9         | 10        | 11        | 12        |
| 38        | 13        | 14        | 15        | 16        | 17        | 18        | 19        |
| 39        | 20        | 21        | 22        | 23        | 24        | 25        | 26        |
| 40        | 27        | 28        | 29        | 30        |           |           |           |

| Oktober | Oktober | Oktober | Oktober | Oktober | Oktober | Oktober | Oktober |
| Kw      | Mo      | Di      | Mi      | Do      | Fr      | Sa      | So      |
| ------- | ------- | ------- | ------- | ------- | ------- | ------- | ------- |
| 40      |         |         |         |         | 1       | 2       | 3       |
| 41      | 4       | 5       | 6       | 7       | 8       | 9       | 10      |
| 42      | 11      | 12      | 13      | 14      | 15      | 16      | 17      |
| 43      | 18      | 19      | 20      | 21      | 22      | 23      | 24      |
| 44      | 25      | 26      | 27      | 28      | 29      | 30      | 31      |

| November | November | November | November | November | November | November | November |
| Kw       | Mo       | Di       | Mi       | Do       | Fr       | Sa       | So       |
| -------- | -------- | -------- | -------- | -------- | -------- | -------- | -------- |
| 45       | 1        | 2        | 3        | 4        | 5        | 6        | 7        |
| 46       | 8        | 9        | 10       | 11       | 12       | 13       | 14       |
| 47       | 15       | 16       | 17       | 18       | 19       | 20       | 21       |
| 48       | 22       | 23       | 24       | 25       | 26       | 27       | 28       |
| 49       | 29       | 30       |          |          |          |          |          |

| Dezember | Dezember | Dezember | Dezember | Dezember | Dezember | Dezember | Dezember |
| Kw       | Mo       | Di       | Mi       | Do       | Fr       | Sa       | So       |
| -------- | -------- | -------- | -------- | -------- | -------- | -------- | -------- |
| 49       |          |          | 1        | 2        | 3        | 4        | 5        |
| 50       | 6        | 7        | 8        | 9        | 10       | 11       | 12       |
| 51       | 13       | 14       | 15       | 16       | 17       | 18       | 19       |
| 52       | 20       | 21       | 22       | 23       | 24       | 25       | 26       |
| 53       | 27       | 28       | 29       | 30       | 31       |          |          |

## Ereignisse

### Politik und Weltgeschehen

#### Habsburgische Erblande / Ungarn

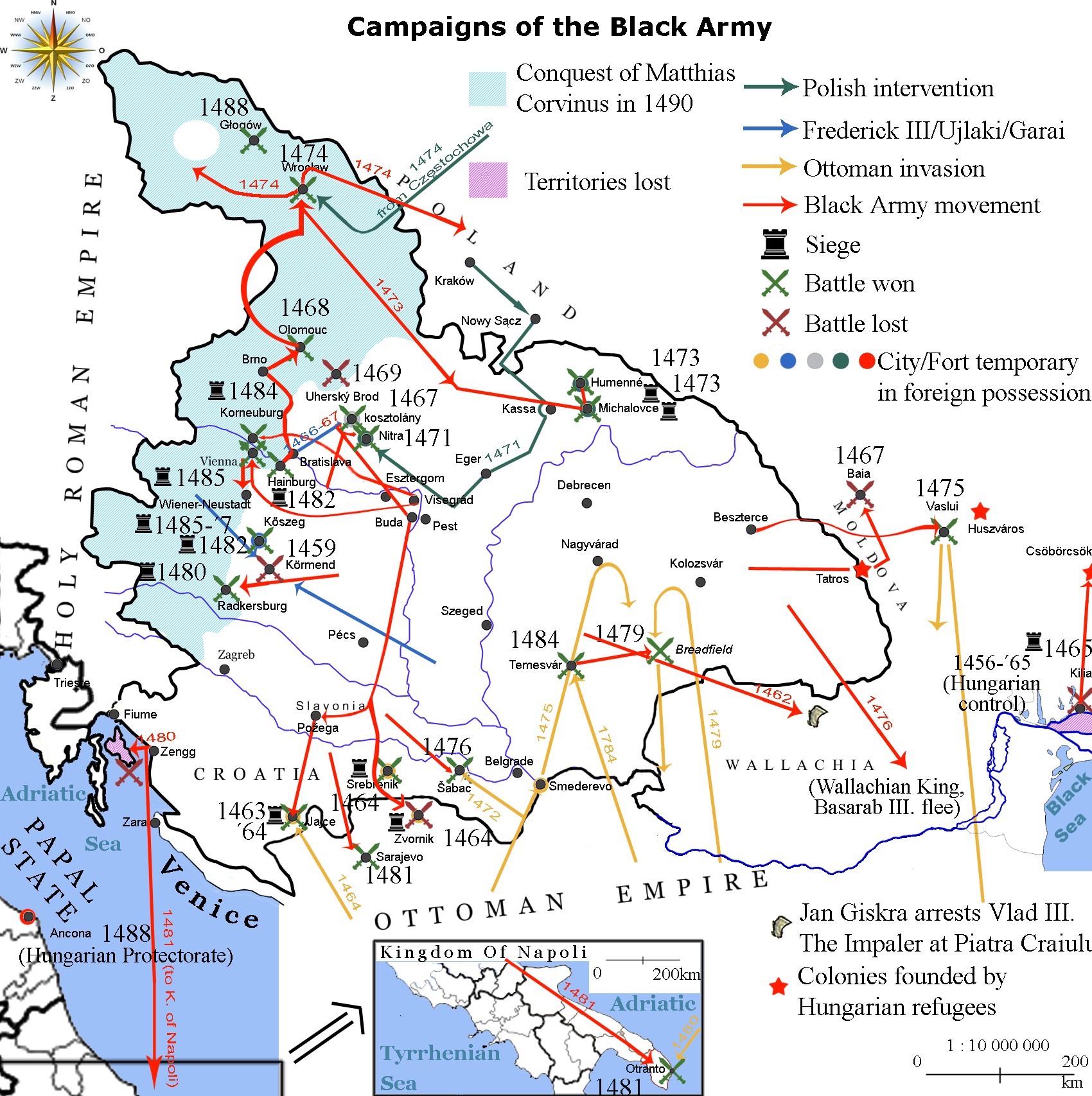
Die Feldzüge des Matthias Corvinus 1458–1490

- März: Der ungarische König Matthias Corvinus nimmt nach dem Ende der winterlichen Feldzugspause mit drei Armeen die 1482 begonnenen Kampfhandlungen gegen die habsburgischen Erblande wieder auf. Während die von István Dávidházy geführte Armee Bruck an der Leitha belagert, macht sich die von Tobias von Boskowitz und Černahora kommandierte Armee auf, um weitere Orte in Niederösterreich zu erobern und die Bruck belagernden Truppen zu sichern. Die dritte Armee, die von Péter Geréb geführt wird, marschiert in Innerösterreich ein, um hier die Streitkräfte Friedrichs III. zu binden.
- 19. April: Nachdem Bruck und seine Zitadelle gefallen sind, beginnen die Ungarn mit der Belagerung von Korneuburg, die auch dem Ziel dient, Wien zu zernieren.
- 11. Mai: Die zum Entsatz Korneuburgs heraneilende Armee Friedrichs III. erleidet in der Schlacht bei Leitzersdorf eine schwere Niederlage gegen die Streitkräfte des Ungarnkönigs Matthias Corvinus.
- 3. Dezember: Die Verteidiger Korneuburgs strecken ihre Waffen. Damit werden nur noch Wien und Wiener Neustadt von den Truppen Friedrichs III. gehalten, während der gesamte östliche Teil Niederösterreichs sich unter ungarischer Kontrolle befindet.

#### Weitere Ereignisse im Reich

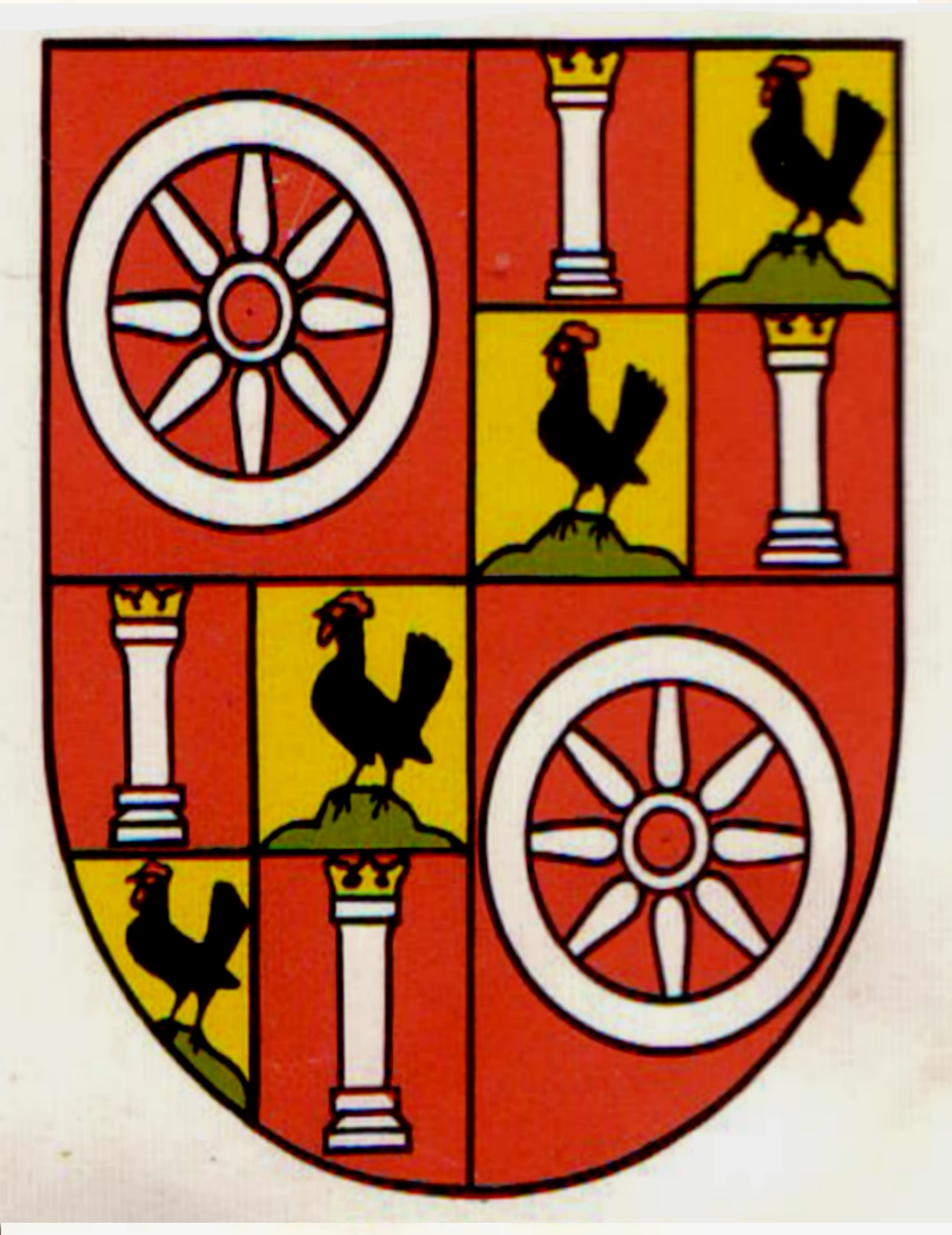
Wappen Bertholds als Erzbischof von Mainz

- 20. Mai: Berthold von Henneberg wird 19 Tage nach dem Tod seines Vorgängers Adalbert von Sachsen zum Erzbischof und Kurfürst von Mainz und damit zum Erzkanzler des Heiligen Römischen Reiches gewählt.
- 14. Juli: Nach dem Tod von Federico I. Gonzaga wird sein Sohn Gianfrancesco II. Gonzaga Markgraf von Mantua. Im gleichen Jahr tritt er in den Militärdienst des Herzogtums Mailand ein.
- Die Löwenburg im Siebengebirge fällt nach vielen vorhergehenden Besitzerwechseln an das Herzogtum Berg.

#### England

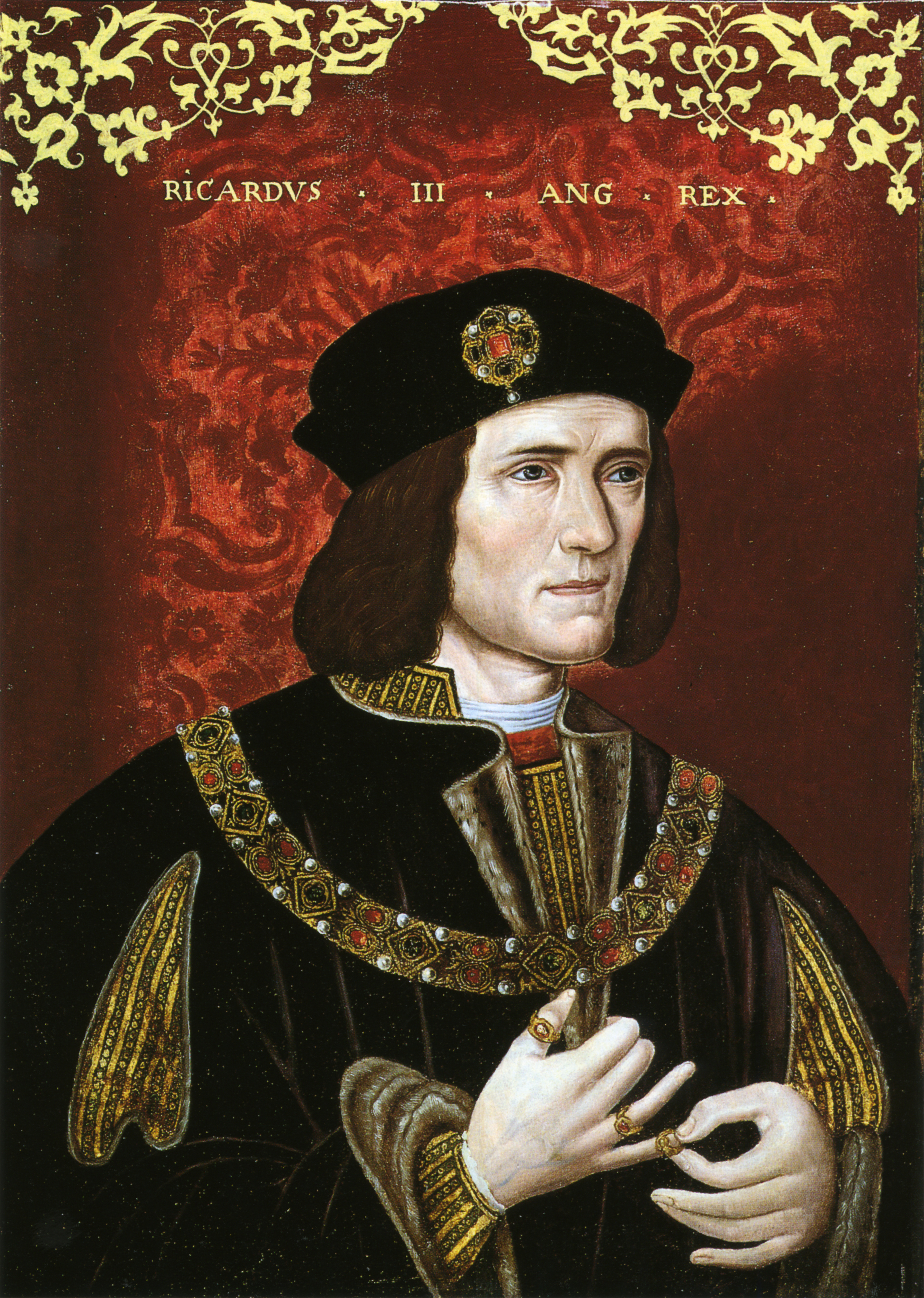
König Richard III.

Das englische Parlament veröffentlicht die Erklärung Titulus Regius, in der gerechtfertigt wird, dass die englische Königskrone im Vorjahr von Eduard V. auf seinen Onkel Richard III. übertragen worden ist. In dieser Erklärung wird ausgeführt, weshalb die Ehe zwischen Eduard IV. und Elizabeth Woodville, den Eltern Eduards V., ungültig war und dass demzufolge alle ihre Kinder illegitim seien. In der Folge sei nun Richard III. der einzige legitime Nachfolger seines verstorbenen Bruders. Der Tod von Richards einzigem Sohn Edward of Middleham am 9. April im Alter von elf Jahren stürzt seine Eltern jedoch in eine tiefe Krise, da sie zunehmend die Ablehnung breiter Bevölkerungsschichten spüren, die im Tod Edwards ein Gottesurteil und den Beweis für Richards Schuld an der Beseitigung seiner Neffen Edward V. und Richard of York sehen.

#### Iberische Halbinsel
Kastilische Truppen führen Raub-, Plünderungs- und Zerstörungsfeldzüge in der Umgebung der zum Emirat von Granada gehörenden Stadt Málaga durch. Auch die Behandlung der besiegten Gegner wird vereinheitlicht: Während bei eroberten Städten die Kapitulationsbedingungen vorsehen, dass es der überlebenden Bevölkerung freigestellt wird, die Stadt mit dem zu verlassen, was sie tragen kann, wird bei Städten, die sich ohne Belagerung ergeben, den Familien der muslimischen Aristokratie Angebote gemacht, die es ihnen ermöglicht, sich in die spanische Kultur und Politik zu integrieren. Es wird ihnen versprochen, dass sie ihren Glauben weiter ausüben dürfen und innerhalb der Gemeinden in religiösen Angelegenheiten weiter nach der Scharia und der Sunna Recht gesprochen werden kann. Das führt dazu, dass bei der Ankunft der Truppen vor Marbella eine Abordnung der Stadt ohne weiteren Kampf Übergabeverhandlungen anbietet.

#### Asien
Im Malla-Reich kommt es zur Rebellion von Ratna Malla gegen seinen in Bhaktapur regierenden Bruder Raya Malla. Er errichtet in einem Teil des Königreichs seine eigene Herrschaft mit der Hauptstadt Kantipur.

#### Urkundliche Ersterwähnungen
- Les Bois wird erstmals urkundlich erwähnt.

### Wissenschaft und Technik
- Das lateinische Kräuterbuch Herbarius moguntinus oder Aggregator practicus de simplicibus wird bei Peter Schöffer in Mainz gedruckt.

### Kultur
- Das spätgotische Rathaus zu Michelstadt im Odenwald wird errichtet.
- In London wird das College of Arms gegründet.
- Albrecht Dürer malt das Selbstbildnis des Dreizehnjährigen.

### Religion

#### Papstwahl 1484

Wappen Papst Innozenz VIII.

In Rom stirbt Papst Sixtus IV. am 12. August nach einem Schlaganfall, nachdem er am Vortag von dem Frieden erfahren hat, den die mit ihm verbündeten italienischen Mächte gegen seinen Willen mit der Republik Venedig geschlossen haben. Am 29. August wählt das Kardinalskollegium Giovanni Battista Cibo zu seinem Nachfolger. Dieser, der sich Innozenz VIII. nennt, sichert sich seine Wahl durch die Bestechung der Kardinäle in der Nacht vor der Entscheidung. Die päpstliche Politik bestimmt in der Folge wesentlich Giuliano della Rovere mit, ein Neffe seines Vorgängers.

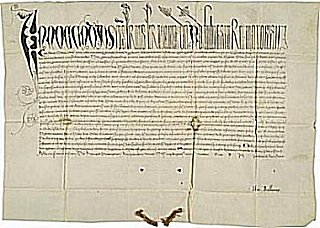
Summis desiderantes affectibus

Bekannt wird Innozenz vor allem in Zusammenhang mit der Hexenverfolgung durch die Bulle Summis desiderantes affectibus vom 5. Dezember, die Heinrich Institoris dem später von ihm selbst verfassten Werk Malleus Maleficarum (Hexenhammer) voranstellt, um so den Eindruck päpstlicher Billigung des Werks zu erwecken.

#### Orden und Klöster
- Beatrix da Silva Meneses gründet in Toledo den Frauenorden der Konzeptionistinnen.
- Bischof Sixtus von Tannberg gründet das Kloster der Franziskaner-Terziarinnen in Freising.

### Katastrophen und Gesellschaft
Europa wird in den Jahren 1484/85 von einer der zahlreichen Pestepidemien heimgesucht. Als Folge organisiert Leonardo da Vinci mit Booten die erste Müllabfuhr in Mailand.

## Historische Karten und Ansichten

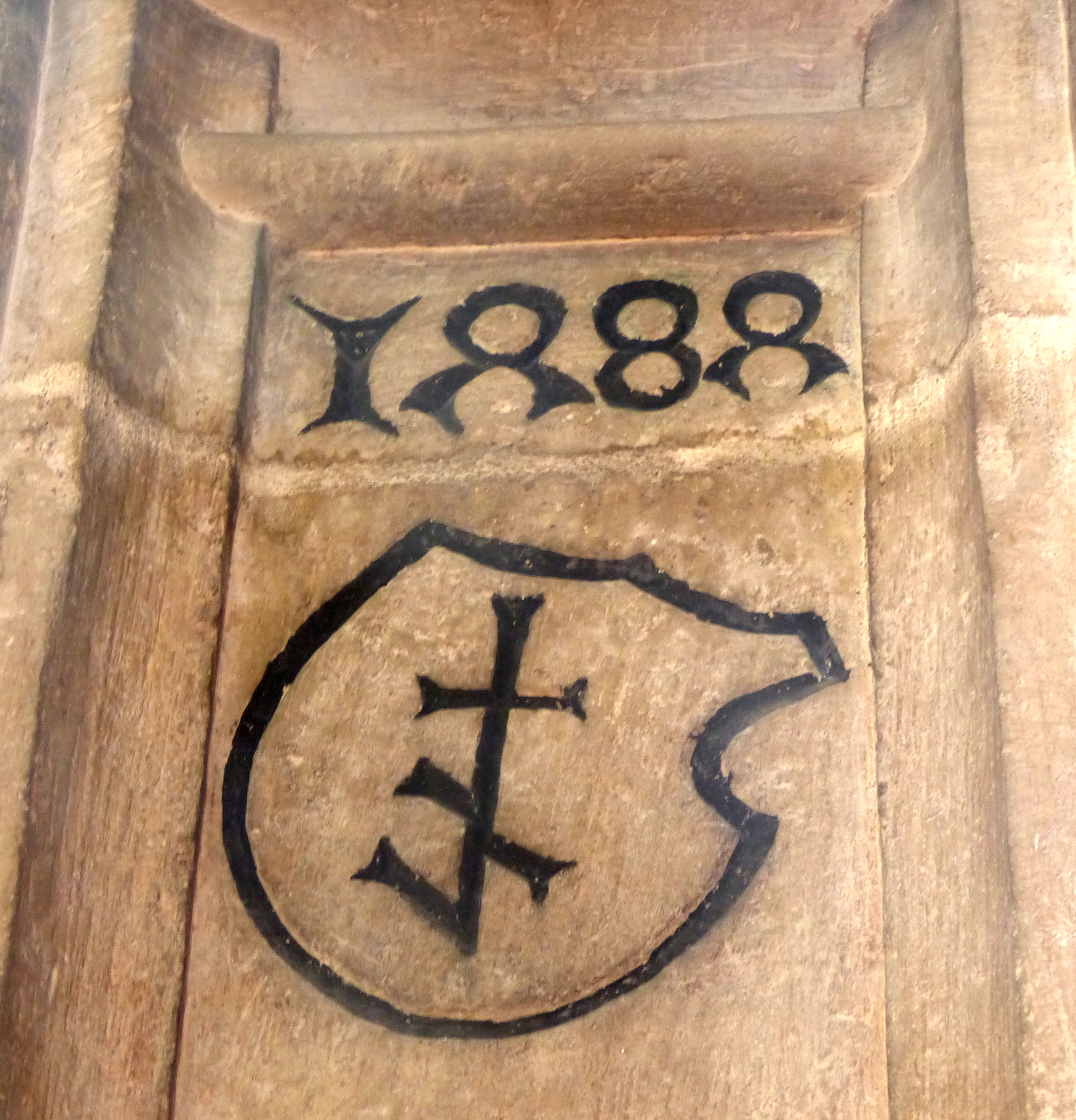
Jahreszahl 1484 auf der Totenleuchte in der Liebfrauenkirche in Freistadt, Oberösterreich

## Geboren

### Geburtsdatum gesichert

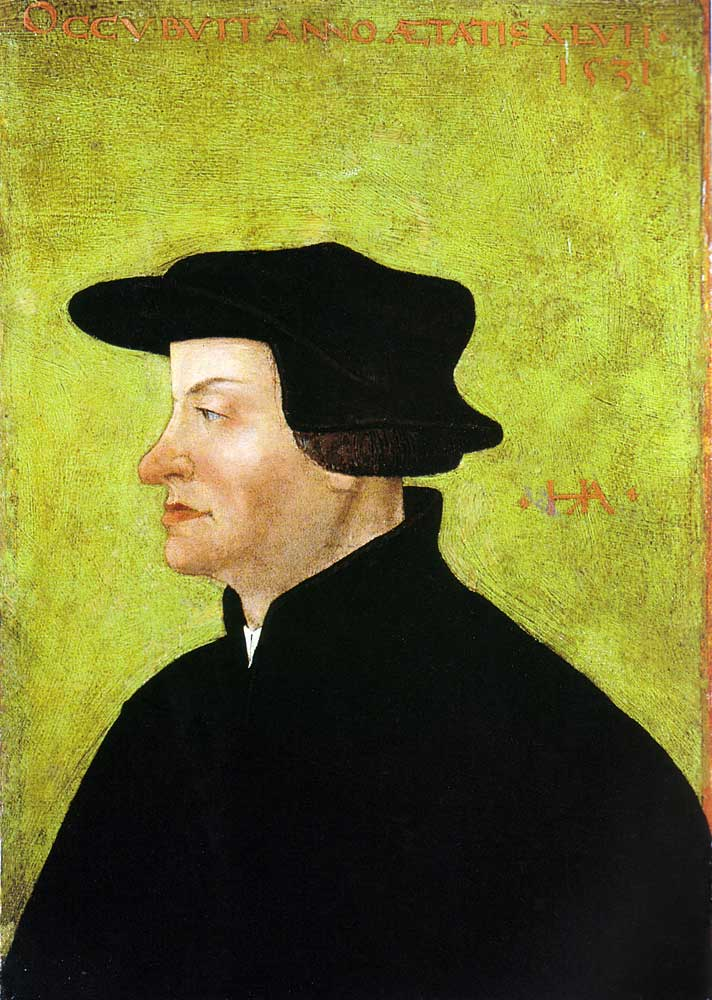
Porträt Ulrich Zwinglis von Hans Asper, etwa 1531

- 1. Januar: Ulrich Zwingli, Schweizer Reformator († 1531)
- 13. Januar: Gottfried Werner von Zimmern, deutscher Adeliger († 1554)
- 17. Januar: Georg Spalatin, Fürsprecher Martin Luthers († 1545)
- 5. Februar: Heinrich Ehinger, deutscher Kaufmann und Konquistador († 1537)
- 21. Februar: Joachim I., Kurfürst von Brandenburg († 1535)
- 4. März: Georg der Fromme, Regent von Ansbach († 1543)
- 17. März: John Sackville, englischer Abgeordneter des Parlaments († 1557)
- 29. März: Johann Spangenberg, deutscher evangelischer Theologe und Reformator († 1550)
- 12. April: Antonio da Sangallo der Jüngere, italienischer Architekt und Festungsbauer († 1546)
- 23. April: Julius Caesar Scaliger, richtiger Name vermutlich Giulio Bordoni, italienischer Humanist († 1558)
- 25. April: Endres Dürer, deutscher Gold- und Silberschmied († 1555)
- 3. Mai: Christoph Kreß von Kressenstein, deutscher Bürgermeister und Politiker († 1535)
- 10. Mai: Wolfgang von Baden († 1522)
- 25. Juni: Bartholomäus V. Welser, Augsburger Patrizier und Großkaufmann († 1561)
- 24. November: Johann III. von Rosenberg, Großprior der Johanniter-Ordens und Adeliger aus dem Hause Rosenberg († 1532)
- 29. November: Joachim von Watt, Schweizer Humanist und Reformator († 1551)
- 13. Dezember: Paul Speratus, deutscher Theologe, Reformator und Liederdichter († 1551)

### Genaues Geburtsdatum unbekannt
- Edmund Braye, 1. Baron Braye, englischer Adeliger († 1539)
- Jakob Salzmann, Schweizer Pädagoge und Reformator († 1526)

### Geboren um 1484
- Charles Brandon, 1. Duke of Suffolk, englischer Adeliger († 1545)
- John Stewart, 2. Duke of Albany, schottischer Adeliger († 1536)
- vor oder um 1484: Sebastiano Caboto, venezianischer Seefahrer in englischen Diensten († 1557)

## Gestorben

### Todesdatum gesichert

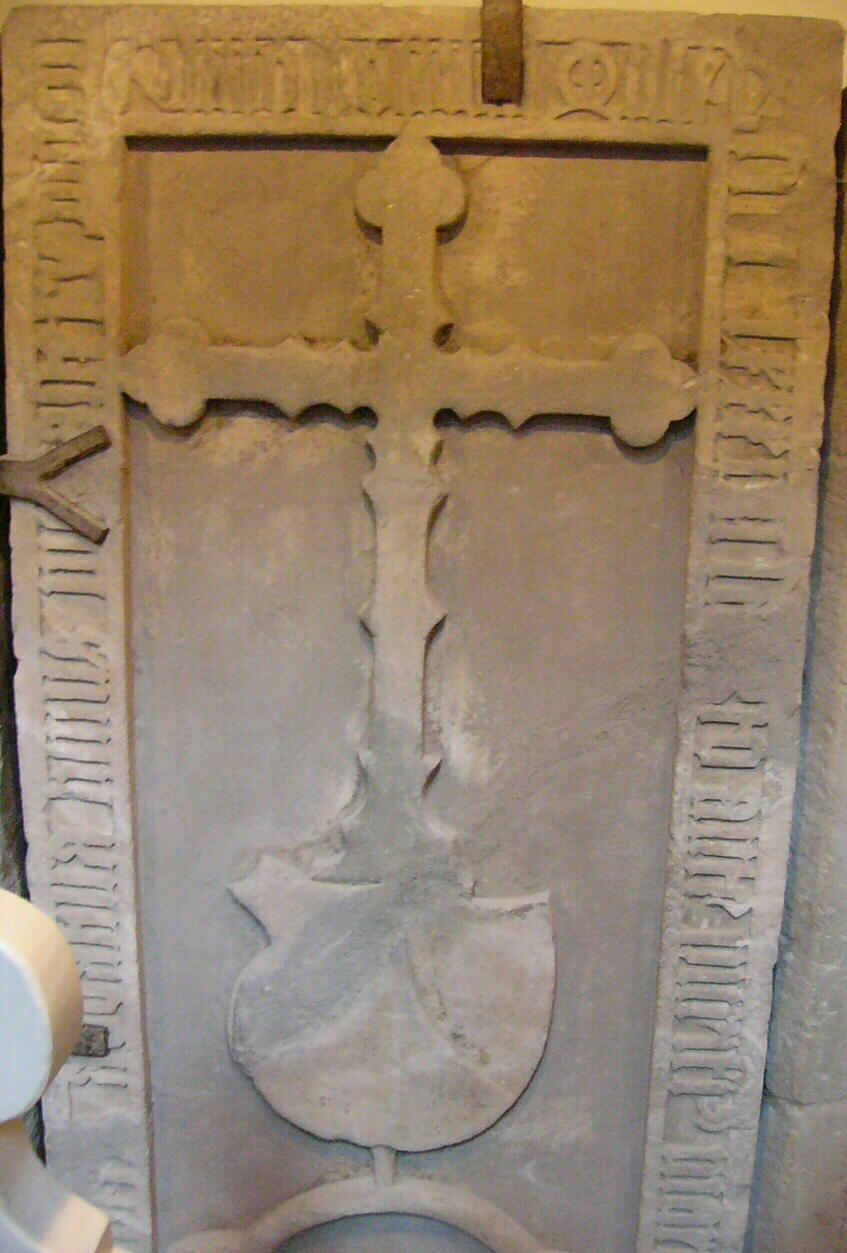
Grabmal der Äbtissin

- 31. Januar: Elisabeth von Künsberg, Äbtissin des Klosters Himmelkron (* 1425)
- 11. Februar: Georg, Herzog von Baden und Bischof von Metz (* 1433)
- 15. Februar: Jean IV. de Melun, Vicomte de Melun und Burggraf von Gent (* um 1396)
- 4. März: Kasimir von Polen, polnischer und litauischer Nationalheiliger (* 1458)
- 5. März: Elisabeth von Bayern, Kurfürstin von Sachsen (* 1443)
- 9. April: Edward of Middleham, Herzog von Cornwall und Prince of Wales (* 1473)
- 1. Mai: Adalbert III., Administrator des Erzbistums Mainz (* 1467)
- 11. Juli: Mino da Fiesole, italienischer Architekt und Bildhauer (* 1430/31)
- 14. Juli: Federico I. Gonzaga, Markgraf von Mantua (* 1441)
- 22. Juli: John Maxwell, Master of Maxwell, schottischer Adeliger (* um 1430)
- 12. August: Francesco della Rovere, unter dem Namen Sixtus IV. Papst (* 1414)
- 9. September: Hans Feer, Luzerner Schultheiss, Kleinrat, Land- und Kirchenvogt sowie Tagsatzungsgesandter (* 1418)
- 12. November: Andreas Jamometić, kroatischer Erzbischof, von Sixtus IV. exkommuniziert (* 1420)
- 17. Dezember: Gebhard von Hoym, Bischof von Halberstadt (* vor 1428)
- 30. Dezember: Ludwig von Hanau-Lichtenberg, deutscher Adeliger und Palästinareisender (* 1464)

### Genaues Todesdatum unbekannt
- vor dem 8. Mai: Katherina von Baden, Gräfin von Werdenberg-Sargans (* 1449)
- Juni: Paolo Olmi, italienischer Augustinermönch und Historiograph (* 1414)
- Thomas Lewknor, englischer Ritter und Rebell